# Sejam Cheios do Espírito Santo
Sejam cheios do Espírito Santo é o quarto álbum de estúdio gravado pelo cantor e compositor brasileiro Thalles Roberto, sendo seu último trabalho pela Graça Music. Foi lançado em 30 de abril de 2013, em formato digital e chegou nas lojas brasileiras em 10 de junho.

## Desenvolvimento
O álbum veio ser confirmado pelo Thalles em novembro de 2012, em uma entrevista concedida ao site Amigos DT, também confirmando que o cantor pretendia gravar um DVD no Rio de Janeiro, quatro meses depois do lançamento do CD, com as mesmas música do álbum e com o mesmo título. As gravações do álbum nos Estúdios Mosh iniciaram em fevereiro de 2013. O álbum marca o fechamento da trilogia, que segundo ele é a "volta para a casa de Deus". Também com o repertório já definido e, além de músicas inédita, conta com "Maravilha", canção-tema do filme Três Histórias, Um Destino, da Graça Filmes.
| “ | O primeiro CD, Na Sala do Pai, representou meu retorno para a igreja; o segundo, Uma História Escrita pelo Dedo de Deus, retrata minha vida já na casa do Pai, com intimidade com Deus; e o terceiro, Sejam Cheios do Espírito Santo, vai ser um instrumento para que, através da minha música, outras pessoas também sejam alcançadas pelo Espírito Santo | ” |

Em 30 de abril, foi lançado "Filho Meu" que é o primeiro videoclipe e também single do álbum, além de algumas canções do álbum serem divulgadas pela gravadora Graça Music em seu canal oficial no YouTube. Ensaios fotográficos iniciaram-se em 25 de março de 2013, num estúdio de São Paulo, e contou com a direção de Marcus Castro, que comentou sobre o projeto, afirmando que todo o projeto se baseia em um conceito inédito. Com as fotos dos ensaios, a agência Imaginar Design, criou o conceito visual do álbum. "Seja cheios do Espírito Santo" tem um conceito que reuni uma timeline dos dois primeiros álbuns do Thalles, fazendo um link para o álbum. O diretor de criação e fotógrafo da Imaginar relatou que "desde a tipologia ao grafismo, tudo foi desenvolvido com ineditismo. As cores continuam fazendo parte da identidade do Thalles, porém com novas variações neste job.". Com isso, o CD foi encaminhado para a fábrica e segundo a Graça Music e chegou as lojas em 10 de junho de 2013.

## Recepção
| Críticas profissionais | Críticas profissionais |
| Avaliações da crítica  | Avaliações da crítica  |
| Fonte                  | Avaliação              |
| ---------------------- | ---------------------- |
| O Propagador           | [ 10 ]                 |
| Super Gospel           | (misto)                |

Antes mesmo de chegar as lojas o álbum atingiu a marca de 75 mil cópias vendidas em formato digital. Logo quando anunciado a pré-venda no iTunes, o álbum alcançou o segundo lugar na lista dos mais vendidos. Quando lançado oficialmente em 30 de abril de 2013, alcançou a liderança. Singles lançados em um canal oficial da gravadora no YouTube contabilizaram mais de 660 mil visualizações. Já o primeiro videoclipe, "Filho Meu" em menos de duas semanas, ultrapassou a marca de 1 milhão de visualizações.
As avaliações dos críticos foram mais negativas a respeito de alguns singles do álbum, sendo um deles o "Filho Meu". O single, fala sobre uma pessoa afastada da Igreja Evangélica e que se converte ao cristianismo, quando Deus fala com ele. Antognoni MIsael, blogueiro do Arte de Chocar, criticou a letra da música e o princípio usado na composição, dizendo que a fundamentação teológica era inadequada, também comentou trechos da música se baseando na Bíblia ao dizer que Thalles estava, segundo ele, equivocado. "Prefiro pensar que o cantor Thalles Roberto escreve letras pobres e desprovida de boa teologia por ignorância e não por manipulação religiosa. Sinceramente a letra da música ‘Filho meu’ é uma das mais heréticas que tive oportunidade de ouvir nos últimos meses. Ora, desde quando Deus corre atrás, oferece promessa arquivada, leva porta na cara e chora? Complicado não é verdade? Até quando a igreja brasileira continuará consumindo lixo?", questionou o pastor Renato Vargens em sua fan page na rede social Facebook.

## Faixas
1. Interlúdio (Dias de Sucesso)
2. Dias de Sucesso
3. Ele É o Amor
4. Sejam Cheios do Espírito Santo
5. Pai, Eu Não Confio em Mim
6. Sacrifício
7. Amizade Com Deus
8. Paixão de Adolescente
9. Não Se Afaste de Mim
10. Foi a Mão de Deus
11. Filho Meu
12. Meu Futuro
13. Entrego Tudo
14. Maravilha
15. Eu Sou Blindado
16. Não Deixe o Pecado Entrar
17. Preciso Voltar
18. Daqui pra Sempre

## Marketing
Para promover o lançamento do álbum, durante um show em Teresina, Thalles Roberto anunciou uma turnê intitulada Sejam cheios do Espírito Santo, que mescla as músicas do novo álbum com outras músicas mais conhecidas pelo publico, e que terá lugar em onze capitais brasileiras.